# Australiens konstitution
Australiens konstitution (Constitution of Australia) är den grundlag under vilken Australiens statsmakt på både federal och delstatlig nivå fungerar. Den består av flera olika dokument, varav det viktigaste är Constitution of the Commonwealth of Australia. Konstitutionen godkändes i en folkomröstning som hölls 1898–1900 av befolkningen i de australiska kolonierna, och det godkända utkastet antogs som en del av Commonwealth of Australia Constitution Act 1900, en lag i Storbritanniens parlament.
Det kungliga sanktionen undertecknades av drottning Victoria den 9 juli 1900 med vilket konstitutionen blev lag. Den 1 januari 1901 trädde konstitutionen i kraft. Trots att konstitutionen ursprungligen infördes som en lag i Storbritannien har detta land numera ingen makt över konstitutionen eftersom Australien är ett självständigt land. Enbart det australiska folket kan ändra i konstitutionen (genom folkomröstning).
Under australisk lag har Australiens högsta domstol samt Australiens federala domstol makten att tolka konstitutionen. Deras beslut avgör hur konstitutionen ska appliceras.